# Самотен с дъщери
Самотен с дъщери (на испански: Soltero con hijas) е мексиканска теленовела, режисирана от Бони Картас и Аурелио Авила и продуцирана от Хуан Осорио за Телевиса през 2019 г. Версията, написана от Пабло Ферер Гарсия-Травеси и Сантяго Пинеда Алиседа, е базирана на оригиналната история от Диего Виванко, Хулио Контрерас и Сесилия Перси.
В главните роли са Габриел Сото и Ванеса Гусман, а в отрицателните - Пабло Монтеро, Ирина Баева и Хуан Видал. Специално участие вземат Майрин Вилянуева, Рене Стриклер, Лаура Флорес, Лаура Вигнати и първите актьори Карлос Мата и Мария Сорте.

## Сюжет
Действието на Самотен с дъщери се развива в екзотичното и цветно пристанище Акапулко и разказва романтичната история на Николас Контрерас и Виктория Роблес, два противоположни свята, които се свързват, като настъпва обрат в живота на другия, откривайки искрената любов, която ще промени всичко.
Николас е ерген, без отговорности и пристрастен към забавленията и жените, следвайки своята мисъл „Винаги купонясвай, но винаги съобразителен бъди!“. Успоредно с това Виктория е психиатърка, която е напът да се омъжи за Мигел, докато не отменя сватбата, разбивайки илюзиите на Виктория да бъде майка и съпруга. По случайност на съдбата, Николас и Виктория започват да се срещат случайно на различни места, започвайки връзката си с левия крак в резултат на недоразумения.
Монотонният начин на живот на Николас е нарушен в деня, в който сестра му Кристина и зет му Антонио умират в катастрофа, оставяйки трите си деца сираци - Камила, Алекса и София. Заради това Кристина поверява на брат си грижите за дъщерите си, като никога да не ги оставя незащитени. Това кара Николас да заведе трите си племенници в своята ергенска мансарда, където всички ще живеят заедно.
От този момент животът на Николас се превръща в борба за запълване на липсата на баща и майка, от която се нуждаят момичетата, роля, за която той смята, че не е готов.
С помощта на Виктория това житейско предизвикателство ще се превърне в път към щастието, съчетан с внезапната любов, която започват да изпитват, но не и преди да преминат през различни препятствия, като капитан Ефрайн, бащата на Виктория, Маша Симонова, млада рускиня, пленена от чара на Николас, и Родриго Монтеро, любов от миналото на Виктория, които ще се противопоставят на тяхната връзка. Заедно с Алондра Рувалкаба, роднина на момичетата, която пристига в Акапулко, за да поиска пълно попечителство над тях. Водени от своите убеждения, Николас и Виктория ще отворят сърцата си, за да се учат един от друг, да преодолеят неприятностите, да растат като хора и за осъзнаят, че от омразата към любовта има само една стъпка.

## Актьори
- Ванеса Гусман - Виктория Роблес Наваро
- Габриел Сото - Николас Контрерас Аларкон
- Пабло Монтеро - Родриго Монтеро
- Майрин Вилянуева - Габриела Гарсия Перес де Дел Пасо
- Ирина Баева - Маша Симонова
- Рене Стриклер - Хувентино дел Пасо
- Мария Сорте - Урсула
- Лаура Вигнати - Илеана Бариос Санчес
- Пати Диас - Леона Лентеха
- Карлос Мата - Капитан Ефрайн Роблес „Полковника“
- Лаура Флорес - Алондра Рувалкаба
- Маурисио Аспе - Мигел
- Асул Гайта - Камила Пас Контрерас
- Себастиан Поса Вилянуева - Хуан Диего Бариос
- Ана Тена - Алекса Пас Контрерас
- Шарлот Картер - София Пас Контрерас
- Джейсън Ромо - Уго Монтеро
- Сантяго Сентено - Отец Доминго
- Хуан Видал - Робертино Родригес Родригес
- Барбара Ислас - Корал Палма дел Мар
- Лало Паласиос - Мануел
- Карла Гомес - Кристина Контрерас де Пас
- Виктор Гонсалес - Антонио Пас
- Летисия Калдерон - Кармина де Монтеро

## Премиера
Премиерата на Самотен с дъщери е на 28 октомври 2019 г. по Las Estrellas. Последният 86. епизод е излъчен на 23 февруари 2020 г.

## Продукция
Актьорският състав е потвърден на 13 септември 2019 г., а записите на продукцията започват на 17 септември 2019 г. в Акапулко, Гереро.